# Rivnopillea, Vîsokopillea
Rivnopillea (în ucraineană Рівнопілля) este un sat în comuna Orlove din raionul Vîsokopillea, regiunea Herson, Ucraina.

## Demografie
Componența lingvistică a localității Rivnopillea
     Ucraineană (72,63%)
     Rusă (14,74%)
     Română (12,63%)
Conform recensământului din 2001, majoritatea populației localității Rivnopillea era vorbitoare de ucraineană (72,63%), existând în minoritate și vorbitori de rusă (14,74%) și română (12,63%).